# Залог-при-Шкоцяну
Залог-при-Шкоцяну (словен. Zalog pri Škocjanu) — поселення в общині Шкоцян, регіон Південно-Східна Словенія, Словенія.